# Jade Tree Records
Jade Tree Records es un sello discográfico independiente fundado por Darren Walters y Tim Owen en agosto de 1991 con base en Wilmington, Delaware.
Antes de la fundación de Jade Tree, ambos se hicieron con dos sellos de straight edge hardcore. Walters compró Hi-Impact Records y Owen Axtion Packed Records. La oferta de Jade Tree era, básicamente, grupos de post-hardcore de la zona, pero progresivamente fueron sumando otros géneros como el emo, punk, hardcore melódico y música experimental.
Las bandas más importantes del sello han sido Cap'n Jazz, The Promise Ring, Lifetime, Texas Is The Reason, Jets to Brazil, Strike Anywhere, Kid Dynamite, entre otros.

## Bandas
A continuación se muestra una lista de bandas que forman, o han formado, parte del catálogo de Jade Tree:
| - The Blood Brothers - Breather Resist - Cap'n Jazz - Cex - Cloak/Dagger - Cub Country - Damnation AD - Denali - Edsel - The Eggs - Eidolon - Ester Drang - Euphone - The Explosion - Four Walls Falling - From Ashes Rise - Fucked Up - Girls Against Boys - Gravel | - Jets to Brazil - Joan of Arc - Jones Very - Juno - Kid Dynamite - Leslie - Lifetime - Lords - Micah P. Hinson - Mighty Flashlight - Milemarker - New End Original - New Mexican Disaster Squad - The New Old Hopes - Onelinedrawing - Owls - Paint It Black - Panda & Angel - Pedro the Lion | - Pitchblende - The Promise Ring - Railhed - Snowden - State of the Nation - Statistics - Strike Anywhere - Sweetbelly Freakdown - Swiz - Texas Is The Reason - The Loved Ones - These Arms Are Snakes - Trial By Fire - Turing Machine - Turning Point - Universal Order of Armageddon - Walleye - Young Widows - Zero Zero |